# Königsborner SV
Der Königsborner SV (offiziell: Königsborner Sport Verein 1880/1911 e. V.) ist ein Sportverein aus dem Unnaer Stadtteil Königsborn. Die erste Fußballmannschaft spielte zwei Jahre lang in der höchsten westfälischen Amateurliga. Die erste Handballmannschaft der Frauen nahm zweimal am DHB-Pokal teil. Die ehemalige Eishockeymannschaft erreichte 1983 die Aufstiegsrunde zur 2. Bundesliga.

## Geschichte
Die Wurzeln des Vereins liegen beim im Jahre 1880 gegründeten Turnverein Colonie. Im Mai 1911 wurde der reine Fußballverein Ballspiel-Verein Königsborn gegründet. Beide Vereine flossen am 8. Juli 1945 in die Sportgemeinschaft Unna-Colonie ein, die schon am 16. Juni 1946 wieder zerbrach. Der Turnverein fusionierte am 21. Mai 1951 mit dem Fußballverein Blau-Weiß Colonie zum TSV Colonie. Schließlich fusionierten am 26. Juni 1971 der TSV Colonie und der BV Königsborn zum heutigen Königsborner SV.

### Fußball
Sportlich erreichten nur die Fußballer des BV Königsborn nennenswerte Erfolge. Im Jahre 1950 stieg die Mannschaft in die Bezirksklasse auf und gehörte bis 1961 dieser Spielklasse an. Nach dem zwischenzeitlichen Wiederaufstieg gelang im Jahre 1969 der Aufstieg in die seinerzeit viertklassige Landesliga Westfalen. Nach einem vierten Platz in der Aufstiegssaison 1969/70 sicherten sich die Königsborner ein Jahr später die Meisterschaft nach einem Entscheidungsspielsieg gegen den Soester SV.
Nach der Fusion spielte der Verein als Königsborner SV in der Verbandsliga Westfalen, die seinerzeit höchste Amateurliga Westfalens. Nach einem zwölften Platz in der Aufstiegssaison 1971/72 folgte ein Jahr später der Abstieg als Vorletzter. Nach dem verpassten direkten Wiederaufstieg stieg der KSV im Jahre 1976 in die Bezirksliga ab und verschwand aus den oberen Spielklassen. Zwischenzeitlich war der Königsborner SV bis in die Kreisliga A hinabgerutscht. Von 2008 bis 2014 trat die Mannschaft in der Bezirksliga an, ehe die Königsborner im Jahre 2014 als Tabellenletzter in die Kreisliga A Unna/Hamm absteigen mussten.
Im Jahre 2020 gelang der Wiederaufstieg in die Bezirksliga, dem zwei Jahre später der Aufstieg in die Landesliga folgte.

### Handball
Im Jahre 1928 wurde im Turnverein Colonie eine Handballabteilung gegründet. Diese spaltete sich am 17. Mai 2001 als Königsborner Spielverein - Handball ab. Die Frauenmannschaft schaffte im Jahre 2001 den Aufstieg in die drittklassige Regionalliga. Zwei Jahre später folgte der Abstieg in die Oberliga Westfalen, ehe im Jahre 2005 der Wiederaufstieg gelang. Drei Jahre später stiegen die KSV-Handballerinnen erneut aus der Regionalliga ab und rutschten in die Verbandsliga hinab. Nach einem kurzen Oberligagastspiel in der Saison 2011/12 schaffte die Mannschaft im Jahre 2014 den Wiederaufstieg in die Oberliga Westfalen. Von 2019 bis 2022 spielte man in der 3. Liga.
Zweimal qualifizierten sich die Königsbornerinnen für den DHB-Pokal. Bei der ersten Teilnahme in der Saison 2006/07 erhielt das Team für die erste Runde ein Freilos und schied dann nach einer 30:35-Niederlagen beim TV Lenzinghausen aus. In der Saison 2009/10 gelang die erneute Qualifikation. Das Aus kam erneut in der zweiten Runde nach einer 14:34-Niederlage gegen den SC Greven 09.

### Eishockey
Die Eishockeymannschaft des Königsborner SV stieg im Jahre 1980 in die viertklassige Regionalliga West auf und wurden auf Anhieb Meister. Ohne Verlustpunkt beendeten die Königsborner auch die gemeinsame Endrunde mit der Regionalliga Nord und stiegen in die Oberliga Nord auf. Die Endspiele um die deutsche Regionalligameisterschaft wurden jedoch gegen den SV Bayreuth verloren. Im Jahre 1983 wurde der KSV Vierter der Oberliga Nord und qualifizierte sich für die Relegationsrunde zur 2. Bundesliga. Dort wurde die Mannschaft Gruppenletzter und verpasste den Aufstieg. Aus finanziellen Gründen wurde die Abteilung schließlich aufgelöst. Nachfolgeverein wurde der 1983 gegründete EHC Unna. Dieser stellte im Jahre 1998 den Spielbetrieb ein. Heute wird Eishockey beim Königsborner JEC gespielt.

## Persönlichkeiten
- Marco Antwerpen
- Salvatore Gambino
- Karl-Heinz Korte
- Giuseppe Reina
- Pascal Schmidt